# آرثر بيب
آرثر بيب (1890 - 1945) (بالإنجليزية: Arthur Pape)‏ هو لاعب كريكت بريطاني وبريطاني (وحمل سابقاً جنسية المملكة المتحدة لبريطانيا العظمى وأيرلندا).